# Aribo de Austria
Aribo de Austria (876-909) fue un conde de Traungau —un condado junto al río Traun— el último marqués de la marca de Panonia, una avanzada Carolingia sobre el Danubio, la mayor parte de la cual en la actualidad forman actualmente la Alta y la Baja Austria.
Heredó su margraviato de sus cuñados Guillermo II y Engelschalk, muertos en combate contra la Gran Moravia, y dependía políticamente del ducado de Baviera. Debió luchar contra una rebelión que lo expulsó de su cargo, pero venció y se afianzó en 882. Durante esta guerra civil se alió con Svatopluk I de Moravia contra Arnulfo de Carintia, lo que debilitó su posición cuando éste fue coronado rey de los germanos y más tarde emperador. No obstante, éste no lo depuso de sus cargos.
En 904 o 905 presidió una comisión imperial que reguló las tarifas aduaneras sobre el Danubio, que resulta ser el más antiguo documento que prueba la existencia de un comercio importante entre germanos, moravos y magiares.
En 909 recibió de manos del rey Luis el Niño la abadía de Traunsee. Falleció ese mismo año 909, al parecer como consecuencia de un accidente mientras cazaba bisontes. Si bien sus hijos no heredaron la Marca Oriental, sus descendientes, los aribónidas, controlarían ese territorio hasta el siglo XII, conservando una gran influencia en el ducado de Baviera.